# Nguyễn Thành (thẩm phán)
Nguyễn Thành (sinh ngày 26 tháng 7 năm 1961) là thẩm phán cao cấp người Việt Nam. Ông hiện là Chánh án Tòa án nhân dân thành phố Đà Nẵng. Ông là đảng viên Đảng Cộng sản Việt Nam.

## Tiểu sử
Nguyễn Thành sinh ngày 26 tháng 7 năm 1961, quê quán tại xã Hòa Phong, huyện Hòa Vang, thành phố Đà Nẵng.
Nguyễn Thành có bằng Thạc sĩ Luật.
Ngày 26 tháng 3 năm 2014, Nguyễn Thành được Chánh án Tòa án nhân dân tối cao Việt Nam Trương Hòa Bình trao quyết định bổ nhiệm chức vụ Chánh án Tòa án nhân dân thành phố Đà Nẵng nhiệm kì 5 năm, hai Phó Chánh án là Trần Huy Đức (sinh năm 1975) và Lê Thị Ngọc Hà (sinh năm 1966).
Ngày 17 tháng 4 năm 2018, Nguyễn Thành được Chủ tịch nước Việt Nam Trần Đại Quang bổ nhiệm chức danh Thẩm phán cao cấp.
Nguyễn Thành hiện đang là Thẩm phán cao cấp, Bí thư Ban cán sự Đảng Cộng sản Việt Nam tại Tòa án nhân dân thành phố Đà Nẵng, Chánh án Tòa án nhân dân thành phố Đà Nẵng.